# Villegasia postuncinata
Villegasia postuncinata är en tvåvingeart som först beskrevs av Hall 1933. Villegasia postuncinata ingår i släktet Villegasia och familjen köttflugor.
Artens utbredningsområde är Panama. Inga underarter finns listade i Catalogue of Life.